# Ninia maculata
Ninia maculata (плямиста кавова змія) — вид змій родини полозових (Colubridae). Мешкає в Центральній Америці.

## Поширення і екологія
Плямисті кавові змії мешкають в Гондурасі, Нікарагуа, Коста-Риці і Панамі. Вони живуть у вологих тропічних лісах на рівнинах і в передір'ях, рідше в горах, серед опалого листя, трапляються в садах. Зустрічаються на висоті від 36 до 1800 м над рівнем моря. Живляться дощовими черв'яками і слимаками, а також личинками комах та м'якотілими комахами.